# IWK Verpackungstechnik
Die IWK Verpackungstechnik GmbH in Stutensee ist ein Hersteller von Verpackungsmaschinen. Sie ist auf die Produktion und den Vertrieb von Tubenfüllmaschinen, Kartoniermaschinen sowie kompletten Verpackungslinien spezialisiert.

## Geschichte
Die Ursprünge des Unternehmens reichen bis auf das Jahr 1893 zurück, als die Patronenfabrik Henri Ehrmann & Cie das bestehende Fertigungsprogramm mit halbautomatischen Maschinen zum Füllen von Tuben erweiterte. 1928 übernahm die Industriellenfamilie Quandt das Unternehmen und verlegt die Produktion der Maschinen für Massenverpackung (MfM) nach Karlsruhe. Daraus ging 1949 die Industriewerke Karlsruhe Aktiengesellschaft (IWK AG) hervor. 1970 fusionierten die IWK AG und die KUKA GmbH zur Industriewerke Karlsruhe Augsburg AG. 
2007 wurde die Verpackungssparte der IWKA AG vom Investor Odewald & Cie übernommen. Seit 2013 ist die IWK Verpackungstechnik GmbH Teil der ATS Automation Tooling Systems mit Sitz in Cambridge, Kanada.

## Produkte
Die IWK Verpackungstechnik GmbH produziert Tubenfüllmaschinen, Kartoniermaschinen, Handlingsysteme sowie komplette Verpackungslinien für die Pharmazie-, Kosmetik-, Chemie- und Lebensmittelbranchen.